# Time Will Crawl
Time Will Crawl is een nummer van Britse muzikant David Bowie en de tweede track van zijn album Never Let Me Down uit 1987. Het nummer werd in juni 1987 als de tweede single van het album uitgebracht. Het nummer was een kleine hit. Het wordt gezien als het beste nummer van een slecht ontvangen album en Bowie verklaarde zelf in 2008 dat het een van zijn favoriete nummers uit zijn carrière is.

## Achtergrond
Het nummer was geschreven over de vervuiling en de vernietiging van de aarde door de industrie (Bowie beschreef zijn kennisgeving van de kernramp van Tsjernobyl als de oorsprong van de regel). In een interview zei hij dat het nummer "het idee behandelt dat iemand binnen zijn eigen gemeenschap verantwoordelijk zou kunnen zijn voor het vernietigen van de wereld". Bowie zei destijds ook dat het zijn favoriete nummer van het album was en plaatste het later ook tussen zijn definitieve favorieten door het bijvoegen van een nieuwe remix (de "MM Remix") op zijn compilatiealbum iSelect.

## Videoclip
De videoclip, geregisseerd door Tim Pope, werd gemaakt tijdens de repetities voor Bowie's Glass Spider Tour. Geregisseerd alsof de kijker een vlieg op de muur is, verzorgde de clip een vooruitblik op de routines die op de tour gebruikt werden. Gitarist Peter Frampton, die niet op het nummer speelde, kwam wel voor in de videoclip.

## Tracklijst
- "Day-In Day-Out" geschreven door Bowie, "Girls" geschreven door Bowie en Erdal Kızılçay.

7"-versie
1. "Time Will Crawl" - 4:18
2. "Girls" - 4:13

7"-versie (limited edition)
1. "Time Will Crawl" (singleversie) - 4:04
2. "Girls" (singleversie) - 4:13

12"-versie (12EA237)
1. "Time Will Crawl" (Extended Dance Mix) - 6:03
2. "Time Will Crawl" (lp-versie) - 4:18
3. "Girls" (Extended Edit) - 5:35

12"-versie (12EAX237)
1. "Time Will Crawl" (Dance Crew Mix) - 5:43
2. "Time Will Crawl" (Dub) - 5:23
3. "Girls" (Japanse versie) - 4:06

12"-versie (Verenigde Staten)
1. "Time Will Crawl" (Extended Dance Mix) - 6:03
2. "Time Will Crawl" (lp-versie) - 4:18
3. "Girls" (Extended Edit) - 5:35
4. "Girls" (Japanse versie) - 4:06

Downloadsingle (iEA237, 2007)
1. "Time Will Crawl" - 4:18
2. "Girls" - 4:13
3. "Time Will Crawl" (Extended Dance Mix) - 6:03
4. "Time Will Crawl" (Dub) - 5:23
5. "Girls" (Extended Edit) - 5:35

Downloadsingle (iEAX237, 2007)
1. "Time Will Crawl" - 4:18
2. "Girls" (Japanse versie) - 4:06
3. "Time Will Crawl" (Dance Crew Mix) - 5:43
4. "Time Will Crawl" (Dub) - 5:23
5. "Girls" (Extended Edit) - 5:35

## Muzikanten
- David Bowie: zang
- Carlos Alomar: gitaar
- Sid McGinnis: gitaar
- Erdal Kızılçay: basgitaar, drums, keyboards

## Hitnoteringen

### Nationale Hitparade top 50 /Single Top 100
| Hitnotering: 11-07-1987 t/m 25-07-1987 | Hitnotering: 11-07-1987 t/m 25-07-1987 | Hitnotering: 11-07-1987 t/m 25-07-1987 | Hitnotering: 11-07-1987 t/m 25-07-1987 | Hitnotering: 11-07-1987 t/m 25-07-1987 |
| Week:                                  | 1                                      | 2                                      | 3                                      |                                        |
| -------------------------------------- | -------------------------------------- | -------------------------------------- | -------------------------------------- | -------------------------------------- |
| Positie:                               | 71                                     | 85                                     | 98                                     | uit                                    |